# Wayne Berndt
Wayne Francis Berndt OFMCap. (ur. 15 maja 1954 w Fitchburgu) – amerykański duchowny katolicki, biskup Naha od 2018.

## Życiorys
Wstąpił do nowicjatu Zakonu Braci Mniejszych Kapucynów w Nowym Jorku, gdzie złożył śluby wieczyste 28 czerwca 1980. W 1981 wyjechał do Japonii, gdzie przez dwa lata uczył się miejscowego języka.
Święcenia kapłańskie przyjął w Yonkers 21 maja 1983, po czym powrócił do Japonii w celu podjęcia tam pracy duszpasterskiej. Dwukrotnie (w latach 1994-2000 oraz 2009-2014) był przełożonym Kustodii Japońskiej zakonu.

### Episkopat
9 grudnia 2017 roku został mianowany przez papieża Franciszka biskupem diecezji Naha. Sakry udzielił mu 12 lutego 2018 metropolita Nagasaki - arcybiskup Joseph Mitsuaki Takami.